# Nowa Karczma (województwo dolnośląskie)
Nowa Karczma (niem. Neukretscham) – wieś w Polsce położona w województwie dolnośląskim, w powiecie lubańskim, w gminie Siekierczyn.

## Położenie
Nowa Karczma to niewielka wieś leżąca na Pogórzu Izerskim, na Wysoczyźnie Siekierczyńskiej, przy drodze krajowej nr 30, na wysokości około 210–415 m n.p.m.

## Podział administracyjny
W latach 1975–1998 miejscowość położona była w województwie jeleniogórskim.

## Demografia
Według Narodowego Spisu Powszechnego (III 2011 r.) liczyła 100 mieszkańców. Jest najmniejszą miejscowością gminy Siekierczyn.

## Historia
Została założona 1572 roku przez miasto Lubań jako kolonia Siekierczyna. Położona przy starym trakcie handlowym - Drodze Królewskiej, żyła z obsługi podróżnych i stąd jej nazwa.

## Radiowo-telewizyjny ośrodek nadawczy
W Nowej Karczmie znajduje się maszt radiowo-telewizyjny RTON Nowa Karczma o wysokości 134 metry.